# اچ‌ام‌اس کامت (۱۹۱۰)
اچ‌ام‌اس کامت (۱۹۱۰) (به انگلیسی: HMS Comet (1910)) یک کشتی بود که طول آن ۲۴۶ فوت ۶ اینچ (۷۵٫۱۳ متر) بود. این کشتی در سال ۱۹۱۰ ساخته شد.